# Lipogramma regia
Lipogramma regia Robins &  Colin, , 1979 è un piccolo pesce d'acqua salata appartenente alla famiglia Grammatidae.

## Descrizione
Di dimensioni ridotte (2-3 cm di lunghezza), possiede 25 vertebre e sei ampie bande verticali che ne caratterizzano il corpo.

## Distribuzione e habitat
È presente nelle acque tropicali dell'Oceano Atlantico occidentale a profondità non superiori ai 100 metri.